# Sinh suất

Công thức tính:
CBR: Tỷ suất sinh thô
B: Tổng số sinh trong năm
P: Dân số trung bình hoặc dân số giữa năm

Sinh suất hay Tỷ suất sinh thô (ký hiệu CBR tức viết tắt tiếng Anh: crude birth rate) là một trong những chỉ tiêu đo lường mức sinh của dân số, và là một trong hai thành phần của tăng tự nhiên dân số. Tỷ suất sinh thô lớn hay nhỏ có ảnh hưởng đến quy mô, cơ cấu và tốc độ gia tăng dân số. Tỷ suất sinh thô cho biết có 1.000 dân, thì có bao nhiêu trẻ em sinh ra sống trong năm.